# Оверлорд

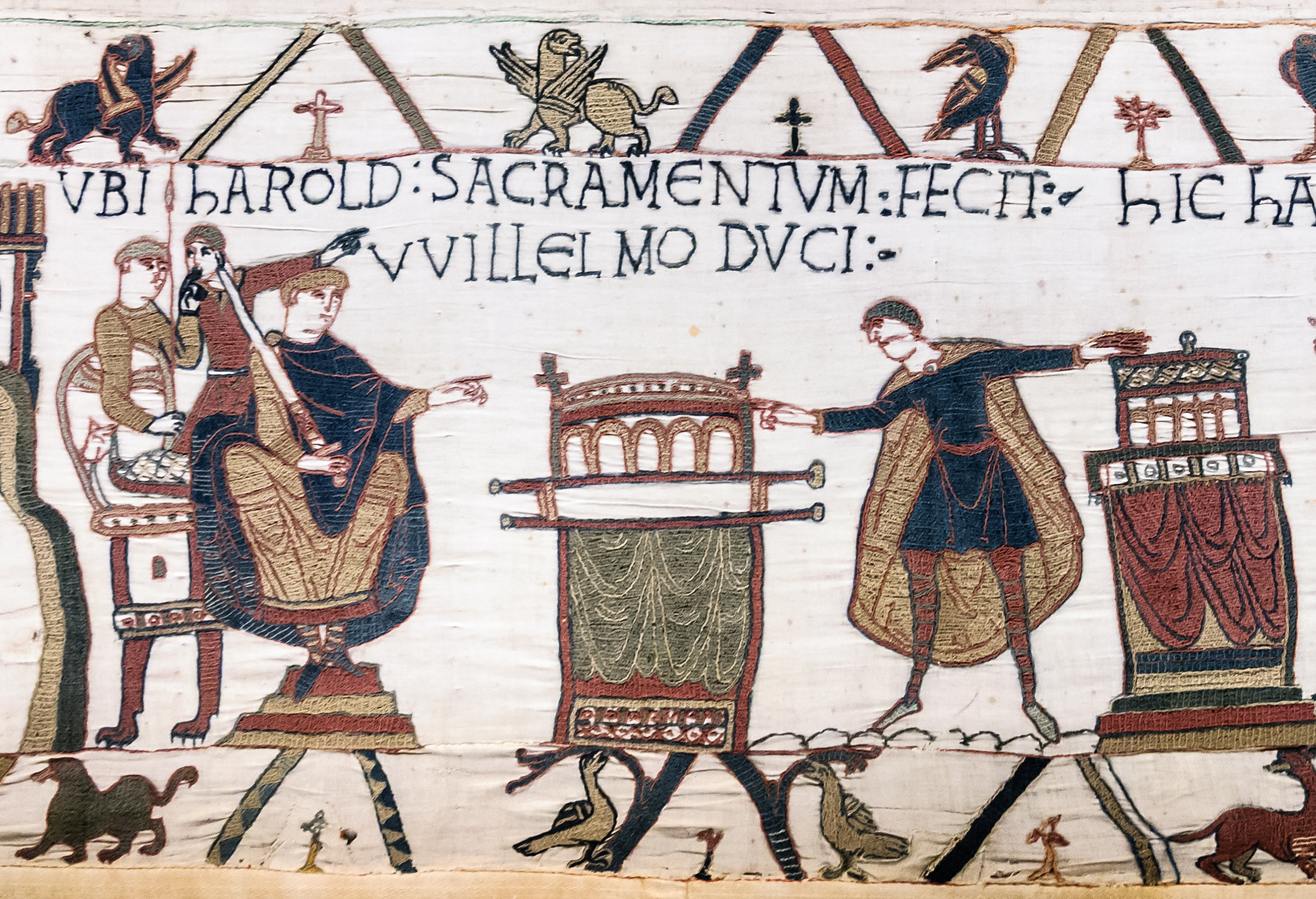
HAROLD SACRAMENTUM FECIT WILLELMO DUCI («Гарольд присягнув герцогу Вільгельму»). (Гобелен з Байє) У попередній сцені на гобелені зазначено, що ця сцена відбулася в Багіа (Байє, ймовірно, у соборі Байє). На ньому зображено графа Гарольда, який торкається двох вівтарів, а на нього дивиться герцог на троні. Вважається, що він символізує Гарольда, який визнає Вільгельма своїм сюзереном на території Королівства Англія, відносини з якими він розірвав, коронувавши себе королем. Таким чином, це центральне місце у норманнському завоюванні Англії

Сюзерен в англійській феодальній системі був лордом маєтку, який передав орендареві певний садибу, маєток або феод. Відтоді орендар мав перед сюзереном одну з різноманітних послуг, як правило, лицарську службу або сержантерія, залежно від того, за якою формою володіння (тобто феодальним договором оренди) перебував маєток. Вищим сюзереном з усіх, або верховним лордом, був монарх, який завдяки особистому завоюванню Королівства Англія своїм предком Вільгельмом Завойовником володів у спадок від нього всіма землями в Англії під алодіальним титулом і не мав вищого сюзерена, був тим, «хто тримається від Бога та його меча», хоча деякі монархи, зокрема король Іоанн (1199—1216), нібито надали королівство Англія Папі Інокентію III, який таким чином став би сюзереном англійських монархів.
Тоді верховний лорд може займати вершину феодальної піраміди або корінь феодального дерева, і такий алодіальний титул також називають «радикальним титулом» (від лат. radix — корінь), «остаточним титулом» і «остаточним титулом». Вільгельм Завойовник негайно розпочав надавати в оренду свої новозавойовані землі відповідно до феодальних принципів. Безпосередніми орендарями монарха були головні орендарі, зазвичай військові магнати, які займали найвищий статус у феодальному суспільстві, нижчий за монарха. Головні орендарі зазвичай володіли кількома маєтками чи іншими садибами від монарха, часто як феодальні барони (або «барони за володінням»), які несли своєму королівському сюзерену посилену й обтяжливу військову службу, і, як правило, субфеодували орендарів, своїх власних лицарів або військових найманців, маючи лише кілька доменів. Це створило стосунки між господарем і орендарем. Лицарі, своєю чергою, субфеодували своїх власних орендарів, створюючи подальші допоміжні відносини між лордом і орендарем. Протягом століть для будь-якого окремого маєтку процес на практиці повторювався багато разів.
У ранні часи, після нормандського завоювання Англії в 1066 році та встановлення феодалізму, земля зазвичай передавалася шляхом субфеодації, рідко шляхом відчуження (тобто продажу), що останнє у випадку головних орендарів вимагало королівської ліцензії, а власник маєтку в будь-який конкретний час, щоб отримати гарантоване володіння, і якщо це оскаржується іншим позивачем, необхідно довести «передачу права власності», підтверджену юридичними документами або документами, що підтверджує ланцюжок субфеодацій до власника, титул якого перевищував сумнівно, наприклад, той, хто отримав маєток як грант за королівською хартією, засвідченою та засвідченою печаткою важливих осіб. Попри те, що феодальне землеволодіння в Англії було скасовано Актом про скасування землеволодіння 1660 року, у сучасному англійському праві про передачу права власності зберігалася потреба доводити передачу права власності до недавнього часу через «юридичну фікцію» (обґрунтовану реальністю), згідно з якою всі права власності на землю належали підданими монарха в результаті королівської пожертви. Після створення земельного кадастру більше не потрібно доводити передачу права власності. Існує вимога про обов'язкову реєстрацію всіх операцій із землею в цьому державному реєстрі, реєстрація якого забезпечує фактично беззаперечне та абсолютно надійне право власності.

## Процес створення
Сюзеренство виникло в результаті того, що лорд маєтку надавав конфіскацію відповідної плати своєму потенційному орендарю та отримував від нього пошану та відданість, основні елементи процесу інфеодації та субфеодації.

## Права
Сюзерен мав різні права за феодальної системи, включаючи отримання або феодальної допомоги, або спадкоємства спадкоємця орендаря. Також право викупу майна, а саме повернення майна у разі смерті орендаря без законного спадкоємця (передача маєтків третім особам за заповітом чи заповітом не була частиною ранньофеодальної системи). Право на лояльність свого орендаря було центральним у феодальному договорі та було закріплено в процесі інфеодації, у якому орендар присягнув на вірність сюзерену. У разі нелояльності феодальний договір розривався, а маєток втрачався та повертався сюзерену. Це найчастіше трапляється у випадку державної зради, коли землі конфіскуються на користь монарха як верховного лорда.

## Зобов'язання
Сюзерен був зобов'язаний захищати свого орендаря, цінне право для останнього в дні, коли не було поліційних сил і загального доступу до королівського правосуддя, і коли озброєні банди грабіжників бродили по селу. Цей захист поширювався також на захист свого орендаря від сваволі та грабіжницьких дій інших могутніх місцевих магнатів.

## Сучасні пережитки
У мові англійського права орендодавця та орендаря зберігається поняття феодального володаря. Крім того, у сучасній Англії у випадку смерті землевласника, який залишив заповіт і не має законних спадкоємців, як і в епоху феодалізму, його маєток фактично переходить до сюзерена, але у формі верховного лорда, Корони, і знаходиться у розпорядженні Crown Estate. Сьогодні в Корнуоллі земля все ще теоретично належить герцогу Корнуольському як верховному лорду. У випадку конфіскації англійської землі, розташованої в межах герцогства Ланкастерського або герцогства Корнуольського, вона повертається до сюзеренів герцога Ланкастерського (монарх) і герцога Корнуольського (старшого сина монарха), можливо єдиних два квазіверховні феодали, які вижили в Англії, окрім монарха.

## Подальше читання
- Бреннан про доктрину володінь, спадок феодального правління в Австралії